# Гамасо-и-Кальво, Герман
Герман Гамасо-и-Кальво (исп. Germán Gamazo y Calvo; 28 мая 1840, Боэсильо — 22 ноября 1901, Мадрид) — испанский адвокат и государственный деятель. Возглавлял министерство развития и министерство финансов во времена реставрации Бурбонов в Испании.

## Биография
Родился 28 мая 1840 года в городке Боэсильо, находящемся в провинции Вальядолид, в семье нотариуса Тимотео Гамасо.
Закончив изучать право в Вальядолидском университете, Герман переезжает в Мадрид, где получив докторскую степень в Мадридском центральном университете, сначала работает юристом в конторах Мануэля Сильвелы и Мануэля Алонсо Мартинеса, а потом основывает собственную юридическую фирму.
Его политическая карьера началась в 1871 году, когда он будучи членом партии «Либеральный союз», победил на парламентских выборах от города Пеньяфьель, тем самым став представителем провинции Вальядолид в испанском конгрессе. До провозглашения первой республики в 1873 году, Гамасо ещё два раза избирался в конгресс, путём победы в Пеньяфьеле и Медине-дель-Кампо. Спустя 3 года, с началом реставрации Бурбонов, Гамасо был вновь избран на выборах в нижнюю палату парламента, в качестве члена группы «Парламентский центр» возглавляемой Мануэлем Алонсо Мартинесом. Герман Гамасо будет переизбираться депутатом от своей родной провинции вплоть до самой своей смерти в 1901 году. Помимо депутатской деятельности в 1876 году он вошёл в состав специальной комиссии по написанию новой конституции.
Свой первый министерский пост Гамасо занял 9 января 1883 года. Тогда ему довелось возглавить министерство развития Испании, в период правления Пракседеса Сагасты. Главным его достижением на этом посту, стал законопроект об отмене десятипроцентной надбавки на железнодорожные билеты.
Свой второй министерский портфель он получит в том же правительстве 27 ноября 1885 года. Тогда на посту министра заморских территорий он способствовал отмене формы полурабства на Малых Антильских островах.
Начиная с 1887 года, когда премьер-министр стал терять контроль над различными либеральными фракциями, Гамасо перестал прямо поддерживать Сагасту. Это однако не помешало ему стать министром финансов в декабре 1892 года. Главной целью на этом посту для него было изменение налогового режима в Наварре, который не был должным образом интегрирован в экономику Испании. Однако, Герман Гамасо так и не смог начать этот процесс из-за жёсткой реакции жителей Наварры против этого законопроекта, которую позже назовут в его честь гамасадой. В 1894 году Гамасо покинет правительство из-за возобновления войны на Кубе.
После своей отставки, он вместе со своим шурином Антонио Маурой, сформировал партию, которая поддерживала расширение автономии Кубы. В 1898 году Гамасо вновь займёт пост министра развития Испании.
Перед смертью он вместе с Маурой готовил слияние своей партии с консервативной партией Франсиско Сильвелы. Герман Гамасо умер 22 ноября 1901 года в Мадриде.

## Семья
- Отец Тимотео Гамасо-и-Санс (1818—1873) — нотариус, мэр Боэсильо.
- Мать Эстефания Кальво-и-дель Каньо (1814—?)
- Первая жена Ирен де ла Мора
- Вторая жена Регина де Абарка-и-Флехо
- Сын Хуан Антонио Гамасо-и-Абарка (1883—1968)

Братья
- Марсиано Гамасо (6 марта 1843—?)
- Трифино Мигель Гамасо (5 июля 1849—24 апреля 1919)
- Онорио Эстебан Гамасо (21 ноября 1850—?)

Сёстры
- Эустакиа Гамасо (20 сентября 1841—20 июня 1911)
- Эмилия Гамасо (8 августа 1846—17 августа 1916)
- Фелиса Николаса Клементина Гамасо (10 сентября 1852—?)
- Мария Констанция Гамасо (19 сентября 1856—17 мая 1926) — жена Антонио Мауры